# Trip Fontaine
Trip Fontaine est un groupe allemand d'indie pop, originaire de Hambourg, actif entre 2005 et 2011. Les caractéristiques marquantes de ce groupe sont les deux batteurs qui se relaient sur scène.

## Histoire
Le nom de Trip Fontaine vient d'un personnage du roman The Virgin Suicides écrit par Jeffrey Eugenides (adapté plus tard au cinéma par Sofia Coppola).
Après trois démos, le groupe sort son premier album studio en 2005, Lilith, sur le label discographique indépendant Redfield Records de Düsseldorf. En décembre 2006, un split 10" vinyle sort avec un groupe ami, Julith Krishun de Dresde. Le 7 mars 2008, ils publient Dinosaurs In Rocketships, dont la version vinyle sort sur le label Zeitstrafe. Le 15 octobre 2010, le quintette sort son troisième album intitulé Lambada. Après le départ du guitariste Timo Dries en juin 2011, le groupe annule tous les concerts encore à venir et annonce qu'il « n'a plus envie de jouer, du moins pour le moment » et qu'il fait une pause.

## Discographie
- 2005 : Lilith (CD)
- 2006 : Split 10 Inch Vinyl (10") (avec Julith Krishun)
- 2008 : Dinosaurs In Rocketships (CD/LP)
- 2010 : Lambada (CD/LP)